# Альберт I (король Бельгии)
Альбе́рт I (фр. Albert I, 8 апреля 1875, Брюссель — 17 февраля 1934, близ Марш-ле-Дам) — король Бельгии с 17 декабря 1909 года из Саксен-Кобург-Готской династии, сын графа Филиппа Фландрского и принцессы Марии Гогенцоллерн-Зигмаринген, племянник бельгийского короля Леопольда II. Вошёл в историю своей ролью в Первой мировой войне. Полное имя — Альберт Леопольд Клеменс Мария Мейнрад Саксен-Кобург-Готский (фр. Albert Léopold Clément Marie Meinrad de Saxe-Cobourg et Gotha).

## Наследник
В 1891 году после смерти своего старшего брата принца Бодуэна объявлен наследником престола. Получил частное образование; окончил в 1892 году Королевскую военную школу. Он приложил много усилий, чтобы пополнить своё образование, много читал, прочитывая в день не менее двух книг. До вступления на престол он носил титул графа Фландрского. 2 октября 1900 женился на герцогине Елизавете Баварской, дочери герцога Карла Теодора Баварского.

## Начало царствования
Так же застенчивый и несколько замкнутый, но в отличие от своего самовластного дяди при этом скромный и старательный человек, Альберт был очень популярен как монарх с самого начала правления. Избегал роскоши двора, любил принимать гостей, много путешествовал, а его гармоничная семейная жизнь приятно контрастировала с несчастливым браком и откровенно вульгарной любовницей Леопольда II. В самой Бельгии его восшествие на трон воспринималось с облегчением. В молодости Альберт был серьёзно обеспокоен условиями работы и общим состоянием рабочих в Бельгии, и лично инкогнито инспектировал рабочие районы, наблюдая за условиями жизни людей. В 1898 и 1919 годах он посетил США. В 1900 году совершил поездку по «Свободному государству Конго» (личному владению и «концессии» его дяди, короля Леопольда II) и по возвращении в Бельгию настаивал на изменении отношений с африканцами. Как король он значительно гуманизировал управление колонией (ставшей государственным, а не частным владением).
В 1909—1910 годах в Бельгии прошли существенные реформы: были приняты закон об обязательной военной службе, закон о школьном образовании, продолжительность которого была увеличена до 14 лет.

## Первая мировая война

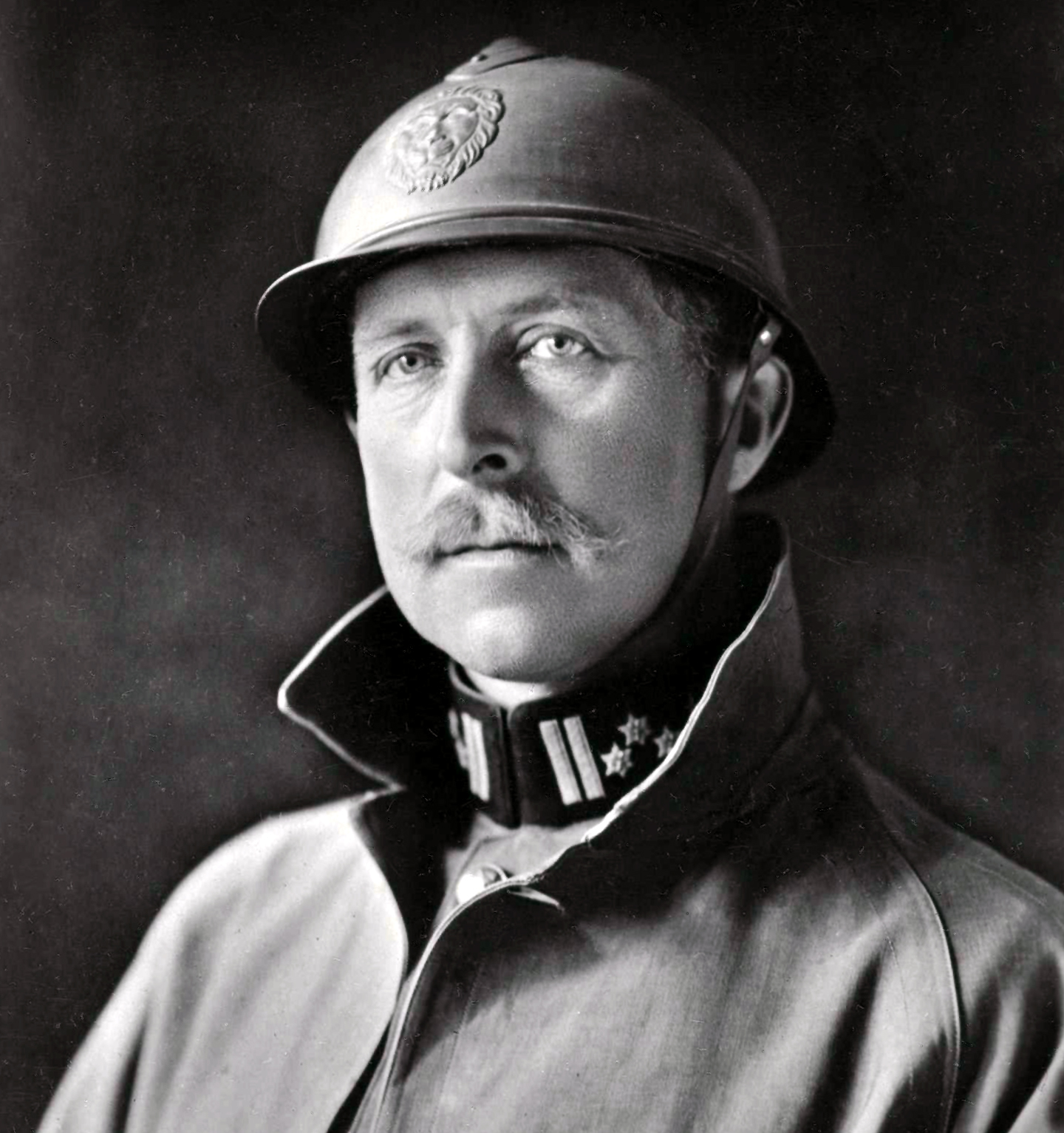
Альберт I

Альберт I приобрёл наибольшую известность и популярность в Европе (страны Антанты) во время Первой мировой войны.
О планах Германии начать войну Альберт узнал в 1913 году в Берлине от Вильгельма II. Король предупредил Францию. Вскоре после Сараевского убийства, 3 июля 1914 года в личном письме Вильгельму Альберт известил его о нейтралитете своей страны. Но германские войска хотели пройти через территорию Бельгии, чтобы быстро захватить Францию. Поэтому германские войска нарушили нейтралитет Бельгии и вторглись на её территорию. Альберт стал, согласно 68-й статье Конституции, главнокомандующим бельгийской армии. Начальником штаба был генерал Салльер де Моранвиль.
При большом превосходстве противника бельгийцам пришлось отступить и оставить Брюссель. Однако Альберту удалось перегруппировать свою армию и затопить низменный берег Изера водой, открыв шлюзы дамбы (совет дал французский генерал Фердинанд Фош). До конца войны бельгийцы во главе с королём, несмотря на неравенство сил, удерживали небольшой плацдарм на своей территории.
Слава «короля-солдата» и «короля-рыцаря» во всех странах Антанты, включая Россию, была громадна. Английские писатели и поэты издали сборник «Книга короля Альберта», посвящённую королю и народу Бельгии; эта книга была вскоре переведена и на русский язык. После войны Альберт продолжал считаться национальным героем. Российский император Николай II 5 сентября 1914 года наградил его орденом Святого Георгия 4-й степени, а в ноябре того же года пожаловал ему и 3-ю степень этого ордена.

## Послевоенный период
После окончания Первой мировой войны Альберт внёс вклад в восстановление страны, пострадавшей от немецкой оккупации. Он поддерживал развитие промышленности и торгового флота. 4 июля 1921 года получил жезл британского фельдмаршала.
С молодости увлекался спортом, верховой ездой, альпинизмом и естественными науками. Ежедневно читал работы в разных областях — по литературе, военному делу, медицине, авиации. Водил мотоцикл и научился пилотировать самолёт.
В 1920 году во время царствования Альберта I Бельгия принимала послевоенные VII Олимпийские игры, которые проходили в городе Антверпен. При этом он сам открывал эти Игры.
Король-альпинист проводил много времени в горах. 17 февраля 1934 года во время одного из восхождений близ Марш-Ле-Дам он сорвался со скалы и погиб в возрасте 58 лет.
В честь Альберта I назван астероид (1290) Альбертина, открытый 21 августа 1933 года бельгийским астрономом Эженом Дельпортом в Королевской обсерватории Бельгии

## Семья
2 октября 1900 года Альберт женился на Елизавете (1876—1965), дочери герцога Карла Теодора Баварского и племяннице императрицы Австрии Елизаветы. Супруги приходились друг другу четвероюродными братом и сестрой, имея общего прапрадеда, Карла Людвига Баденского. Брак был благополучным, у них родились трое детей:
- Филипп Леопольд Шарль Альбер Меинрад Хуберт Мария Мигель (3 ноября 1901 — 25 сентября 1983), позже король Бельгии Леопольд III. Был женат дважды.
- Шарль Теодор Анри Антуан Меинрад, граф Фландрский (10 октября 1903 — 1 июня 1983) — регент Бельгии, женат не был, детей не имел.
- Мария Жозе Шарлотта София Амелия Генриетта Габриэлла (4 августа 1906 — 27 января 2001) — последняя королева Италии, супруга короля Умберто II, имела четверых детей.